# Turrilinoidea
Turrilinoidea, tradicionalmente denominada Turrilinacea, es una superfamilia de foraminíferos del suborden Buliminina y del orden Buliminida. Su rango cronoestratigráfico abarca desde el Bathoniense (Jurásico medio) hasta la Actualidad.

## Discusión
Clasificaciones previas incluían Turrilinoidea en el suborden Rotaliina y/o orden Rotaliida.

## Clasificación
Turrilinoidea incluye a las siguientes familias:
- Familia Turrilinidae
- Familia Tosaiidae
- Familia Stainforthiidae

Otra familia considerada en Turrilinoidea es:
- Familia Biedafranciszkinidae